# Luisinho das Arábias
Luís Alberto Duarte dos Santos, mais conhecido como Luizinho das Arábias (Petrópolis, 13 de novembro de 1957 — Belém, 8 de maio de 1989) foi um futebolista brasileiro que atuou como atacante.
Recebeu o apelido do repórter Washington Rodrigues, o "Apolinho", que ao recepcioná-lo, ao vivo para a rádio, identificou o atacante como "Luizinho, o da Arábia".
O atleta marcou 165 gols na carreira, entre o dia 17 de abril de 1977, defendendo a Portuguesa do Rio, e o dia 24 de abril de 1989, defendendo o Remo.

## Carreira
Tinha apenas 13 anos, quando foi convidado para ir treinar nas equipes infantis da Portuguesa do Rio. Iniciou sua carreira no profissional da Portuguesa em 1977. Pelo clube, marcou onze gols no Campeonato Carioca de 1978.
Ainda em 1978, esteve no Juventude por três meses para disputar o Campeonato Brasileiro.
Após se destacar, foi contratado pelo Flamengo em 1979 por 1,5 milhão. Foi Campeão Carioca duas vezes naquele ano, marcando seis gols no Campeonato.
No dia 6 de abril de 1979, em partida entre Flamengo e Atlético Mineiro em prol dos atingidos pelas fortes chuvas que caíram sobre Minas Gerais, substituiu Pelé, que atuava pelo time carioca, e marcou um dos gols da goleada por 5 a 1.
Saiu do Flamengo para o Al Nassr, clube da Arábia Saudita, onde jogou jogou seis meses e foi campeão saudita em 1980, marcando o gol do titulo nacional frente ao maior rival Al-Hilal, que contava com Roberto Rivellino.
Ao final do contrato, Luizinho estava de volta ao Flamengo. Em pouco mais de um ano com a camisa rubro negra, atuou em 33 jogos e marcou nove gols.
Em 1980, Castor de Andrade contratou-o para o Bangu. Teve boas atuações no clube, onde ficou até 1981, quando foi contratado pelo Campo Grande-RJ.
No Campeonato Carioca de 1981, marcou 17 gols pelo Campo Grande. Em 1982, conquistou a Taça de Prata com o clube e foi o artilheiro da competição, com 10 gols.
Em 1983, foi emprestado ao Fortaleza, onde foi artilheiro do Campeonato Cearense com 33 gols, dois deles marcados na final contra o Ferroviário.
Em 1984, atuou pelo Botafogo, onde marcou dois gols.
Em 1985, chegou ao Ferroviário, onde marcou 24 gols no estadual, do qual foi o artilheiro.
Em 1986, atuou pelo XV de Jaú por empréstimo. Voltou ao Ferroviário e foi vice-artilheiro do Estadual com 18 gols. Após o Estadual, voltou a defender pela última vez a camisa do Fortaleza no Campeonato Brasileiro de 1986.
Jogou em 1986 e 1988 no Paysandu e ganhou o Campeonato Paraense em 1987.
Iniciou 1988 pelo Porto Alegre-RJ. No mesmo ano, teve uma nova passagem pelo Ferroviário, quando disputou somente o 1º turno do estadual.
Em 1989, foi para o Remo. Lá, anotou quatro gols na campanha do título paraense de 1989, porém na metade do primeiro turno veio a falecer.

## Morte
Na época em que defendia o Fortaleza. começou a sentir dores no peito, meses antes de morrer.
No ano seguinte, atuava pelo Remo e, em seu último jogo, não esteve bem na partida contra o Tiradentes pelo Campeonato Paraense. O atacante teria se queixado de falta de disposição física, sentindo as pernas pesadas. No dia seguinte, sofreu um infarto fulminante em seu apartamento e ficou dois dias sem aparecer no clube. Só então a porta do local onde residia foi arrombada e constatou-se o óbito.
Em 2013, foi homenageado no livro "Sai o Rei, entra Luizinho - Biografia do ex-jogador de futebol Luizinho das Arábias".

## Títulos
Flamengo
- Campeonato Carioca[25][26]: 1979 (especial), 1979

Al Nassr
- Campeonato Saudita: 1980

Campo Grande-RJ
- Taça de Prata: 1982

Fortaleza
- Campeonato Cearense: 1983

Paysandu
- Campeonato Paraense: 1987[20]

### Artilharia
- Taça de Prata: 1982 (10 gols)
- Campeonato Cearense: 1983 (33 gols)[14]
- Campeonato Cearense: 1985 (24 gols)[16]